# Luktvicker
Luktvicker (Vicia tenuifolia) är en växtart i familjen ärtväxter. 